# Sarcosaurus
Sarcosaurus („masitý ještěr“) byl rod menšího teropodního dinosaura z nadčeledi Coelophysoidea, žijícího na území současné Velké Británie v období rané jury (geologický věk sinemur, asi před 194 miliony let).

## Historie

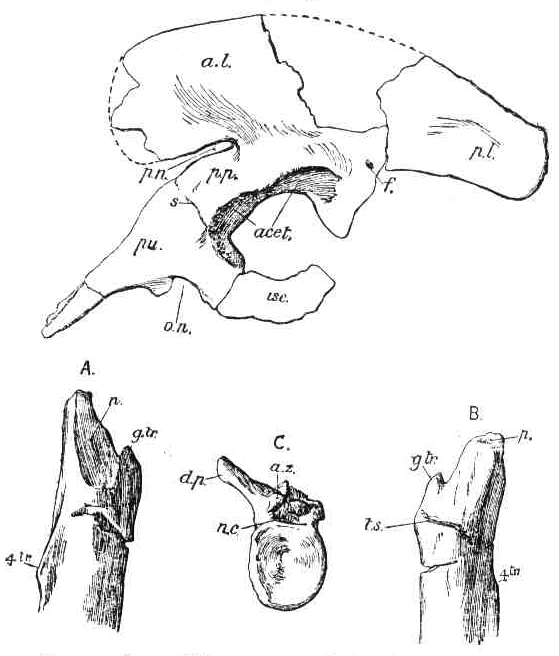
Sarcosaurus woodi - dochované fragmenty pánve, stehenní kosti a hrudního obratle.

Fosilie tohoto menšího teropoda (holotyp nese katalogové označení BMNH 4840/1) byly objeveny na území hrabství Leicestershire a formálně je popsal paleontolog Charles William Andrews v roce 1921. Dochovaná kost stehenní (femur) holotypu měří 31,5 cm. V roce 1932 popsal německý paleontolog Friedrich von Huene domnělý další druh tohoto rodu, S. andrewsi, a to na základě kosti holenní o délce 44,5 cm (kat. ozn. BMNH R3542), objevené A. S. Woodwardem v roce 1908. Vědecky platným druhem však zůstává pouze S. woodi.
V listopadu roku 2020 byl oznámen objev fosilií velmi podobného teropoda na území Irska. Jedná se o vůbec první dinosauří fosilie, objevené na území tohoto státního celku.

## Popis
Sarcosaurus byl malým teropodem, dosahujícím délky kolem 3,5 metru a hmotnosti v řádu desítek kilogramů.

## Zařazení
Sarcosaurus byl vývojově primitivním teropodem, spadajícím pravděpodobně do podčeledi Coelophysoidea. Podle studie z roku 2018 by se však mohlo jednat o zástupce čeledi Dilophosauridae.